# سیسلی ساندرز
سیسلی ساندرز (انگلیسی: Cicely Saunders; ۲۲ ژوئن ۱۹۱۸ – ۱۴ ژوئیهٔ ۲۰۰۵) پزشک، پرستار، و نویسنده اهل بریتانیا بود.